# Liste der Monuments historiques in Maël-Pestivien
Die Liste der Monuments historiques in Maël-Pestivien führt die Monuments historiques in der französischen Gemeinde Maël-Pestivien auf.

## Liste der Bauwerke
| Bezeichnung           | Beschreibung | Standort          | Kennzeichnung | Schutzstatus | Datum | Bild           |
| --------------------- | ------------ | ----------------- | ------------- | ------------ | ----- | -------------- |
| Stele                 |              | (Lage)            | PA00089320    | Inscrit      | 1964  |                |
| Dolmen von Roc’h Toul | Neolithikum  | Kerrolland (Lage) | PA00089319    | Classé       | 1969  | weitere Bilder |
| Grab                  | Megalithikum | Roch-Toul         | PA00089321    | Classé       | 1969  |                |

## Liste der Objekte

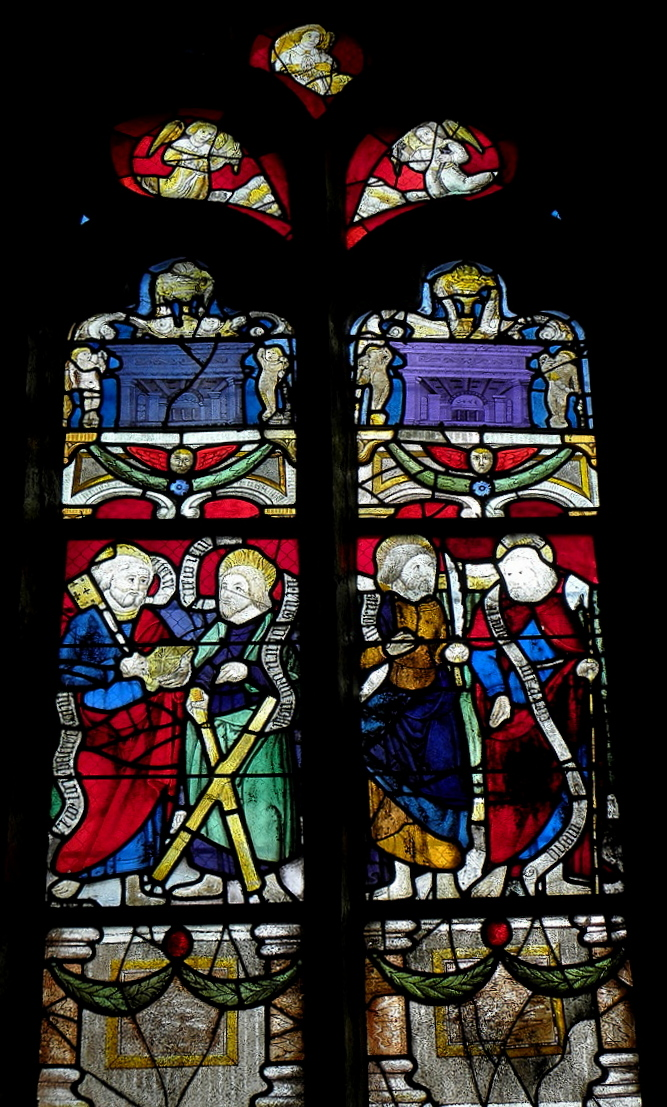
Bleiglasfenster mit vier Aposteln in der Kirche St-Laurent

- Monuments historiques (Objekte) in Maël-Pestivien in der Base Palissy des französischen Kultusministeriums

Siehe auch: Apostelfenster (Maël-Pestivien) und Passionsfenster (Maël-Pestivien)